# Ryūkyū-kan

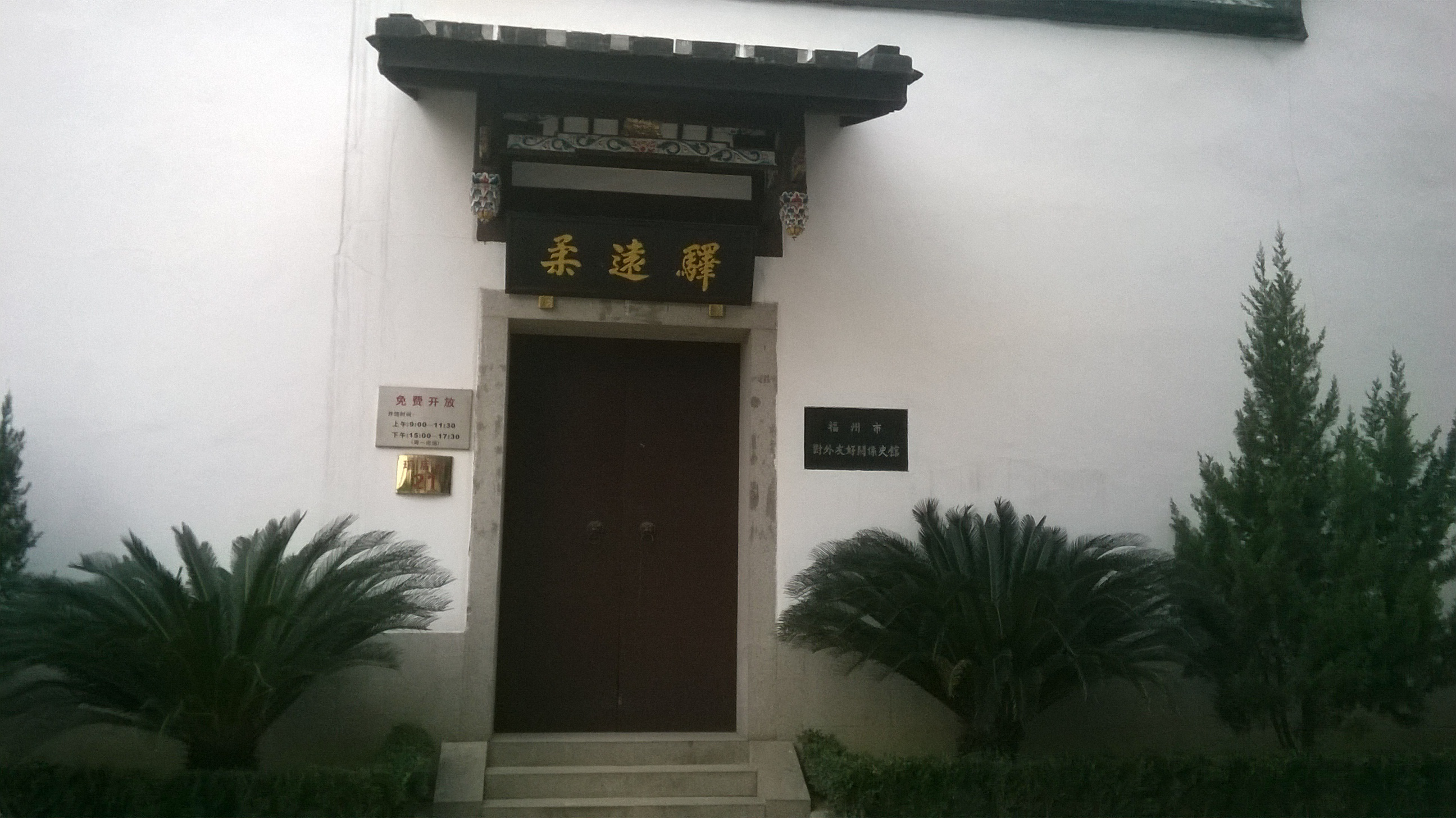
Le Ryūkyū-kan de Fuzhou, en Chine

Les Ryūkyū-kan (琉球館) ou Liuqiu guan (chinois simplifié : 琉球馆 ; chinois traditionnel : 琉球館 ; pinyin : liúqiú guǎn) sont des institutions servant de résidences et de bases d'opérations pour les missions du royaume de Ryūkyū à Fuzhou (province de Fujian) en Chine et Kagoshima (province de Satsuma) au Japon.

## Kagoshima
Le Ryūkyū-kan de Kagoshima est situé en contrebas du château, sur le site occupé aujourd'hui par le collège de Nagata et les bureaux des provisions alimentaires du gouvernement.
Il joue un rôle central dans les relations entre le royaume de Ryūkyū et le domaine féodal dont il est vassal, ayant une fonction assez semblable à celle des ambassades contemporaines. Les dignitaires en visite vivent et travaillent dans le Ryūkyū-kan, comme les étudiants qui étudient des sujets classiques et se préparent pour une carrière dans la bureaucratie du royaume, et un certain nombre de résidents Ryūkyūiens permanents de la ville. Cependant, le contrôle de Satsuma sur les fonctionnaires de Ryūkyū est strict; errer ou flâner dans la zone autour du bâtiment est interdit, et les gardes postés à l'entrée vérifient les entrées et sorties des visiteurs. Les Ryūkyūiens peuvent voyager autour de la ville et dans d'autres parties du pays, seulement à titre officiel, sous étroite surveillance et en accord avec de strictes réglementations. Une politique similaire est appliquée aux Japonais qui visitent l'institution.

## Fuzhou
L'autre Ryūkyū-kan (Liúqiú guǎn en pinyin), se trouve dans la ville chinoise de Fuzhou. Avec les proches Kaido-kan (開戸館) et Kokushi-kan (国使館), il abrite les dignitaires et les érudits de passage entre Ryūkyū et la capitale chinoise de Nankin ou Beijing. En plus des fonctionnaires envoyés par le royaume pour aborder des questions diplomatiques formelles, Ryūkyū envoie régulièrement un petit nombre d'étudiants étudier dans la capitale divers sujets traditionnels chinois, principalement pour la préparation aux carrières dans le gouvernement et la bureaucratie du royaume.

## Sources
- 'The Rekidai Hoan: An Introduction to Documents of the Ryukyu Kingdom. Kyoto Review of Southeast Asia 3 (mars 2003). 15 pages.
- (en) Robert K. Sakai, The Satsuma-Ryukyu Trade and the Tokugawa Seclusion Policy. Journal of Asian Studies, mai 1964, p. 391–403
- 『薩摩と琉球』。鹿児島県の県立図書館。("Satsuma and Ryukyu." Kagoshima Prefectural Library Official Site.) https://web.archive.org/web/20071023171033/http://www.pref.kagoshima.jp/kentosho/shiryo/kityou-490.html consulté le 10 octobre 2007.